# Bund evangelischer Freikirchen (Taufgesinnte Gemeinden)
Der Bund evangelischer Freikirchen (Taufgesinnte Gemeinden) ist ein evangelischer Gemeindebund, der evangelikal-täuferische Prinzipien vertritt. Ihm gehören nach eigenen Angaben über fünfzig Gemeinden mit über 14.000 Mitgliedern an. Der Bund arbeitet in Ausbildungsfragen eng mit dem Bibelseminar Bonn zusammen. Als Mitgliederzeitschrift gibt der BeF (Taufgesinnte) die Zeitschrift Jünger & Meister heraus.

## Geschichte
Der Bund evangelischer Freikirchen (Taufgesinnte Gemeinden) ist 2019 aus der Vereinigung der beiden Gemeindebünde Bund Taufgesinnter Gemeinden (BTG) und Konferenz evangelischer Freikirchen (KeF) hervorgegangen.
Der Bund Taufgesinnter Gemeinden wurde 1989 von sechs taufgesinnten Gemeinden, vorwiegend aus der Region Ostwestfalen-Lippe, gegründet. Die Gemeinden bildeten sich vor allem aus nach Deutschland eingewanderten russlanddeutschen Mennoniten. Im Jahr 2009 gehörten dem Bund bereits 27 Gemeinden mit zusammen 6.100 Mitgliedern an. International ist der Bund im 1990 im kanadischen Winnipeg gegründeten Komitee der Mennonitischen Brüdergemeinden (International Committee of Mennonite Brethren, ICOMB) vertreten gewesen.
Im Frühjahr 2010 stand der Bund Taufgesinnter Gemeinden zusammen mit der Arbeitsgemeinschaft Mennonitischer Brüdergemeinden für die Jubiläumsveranstaltungen zum 150-jährigen Bestehen der Mennonitischen Brüdergemeinden in Deutschland.
2013 übernahm Heinrich Klassen die Position des Bundesleiters von seinem Vorgänger Johann Richert. Dieser hatte den Bund seit 2002 geleitet und war aufgrund seines Alters zurückgetreten.

## Grundlage
Erklärte Grundlage der Zusammenarbeit des BeF (Taufgesinnte) ist die Bibel, die von allen Mitgliedsgemeinden und Werken als vom Heiligen Geist inspiriertes, unfehlbares und uneingeschränkt gültiges Wort Gottes anerkannt wird. Zudem sehen die Mitgliedsgemeinden die revidierte Fassung des Glaubensbekenntnisses der Mennonitischen Brüdergemeinden von 1902 und die Chicago-Erklärung zur Bibel und Hermeneutik von 1978 als Richtlinie für die Zusammenarbeit in theologischer Hinsicht an.
Ein wichtiger Grundsatz des BeF (Taufgesinnte) ist die Selbständigkeit der Mitgliedsgemeinden und Werke. In der Regelung von gemeindeinternen Fragen sind die Mitgliedsgemeinden und -werke unabhängig. Eine werk- bzw. gemeindeübergreifende Zusammenarbeit wird hauptsächlich in Bereichen angestrebt, in denen die Aufgaben gemeinsam besser und effektiver bewältigt werden können. Es bestehen Verbindungen zum internationalen Missionsverband der Mennonitischen Brüdergemeinden (MB Mission).

## Ziel und Aufgabe
Als wesentliches Ziel des BeF (Taufgesinnte) sieht dieser die Verherrlichung Gottes in der Gemeindearbeit sowie die Gründung und den Aufbau neuer Gemeinden an (Mission).